# Людовик II Голландський
Наполеон Луї Бонапарт (фр. Napoleon Louis Bonaparte), також відомий як Людовик ІІ Голландський (11 жовтня 1804, Париж, Франція — 17 березня 1831) — великий герцог Берзький у 1809-1813, король Нідерландів у 1810. Був другим сином короля Нідерландів Луї Наполеона (молодшого брата Наполеона Бонапарта) і Гортензії Богарне (дочки Жозефіни Богарне, першої дружини Наполеона Бонапарта).

## Життєпис
Після смерті брата Карла він, в чотири роки, став спадкоємцем нідерландського престолу. Наполеон Бонапарт тоді не мав дітей і тому Людовик міг стати ще й імператором (ця можливість зникла після народження Наполеона ІІ). У 1809 Наполеон І дає Людовику титул герцога Бергського (носив він цей титул до 1813).
У 1810 Наполеон І змушує свого брата Луї відректися трону Голландії. Формально трон посідає малий Людовик, але королем йому судилося бути всього декілька днів (Наполеон вводить війська і анексує Нідерланди).
Після приходу до влади у Франції Бурбонів Людовик разом з братом Луї-Наполеоном Бонапартом селиться в Італії. Вони сповідують ліберальні погляди і зв'язуються з карбонаріями, що боролися проти Австрії.
Помирає 18 березня 1831 від кору у Форлі, Емілія-Романья.